# Chevrolet Trax
Chevrolet Trax — міні-кросовер, створений корейським відділенням американської компанії Chevrolet.

## Перше покоління (U200; 2013-2022)

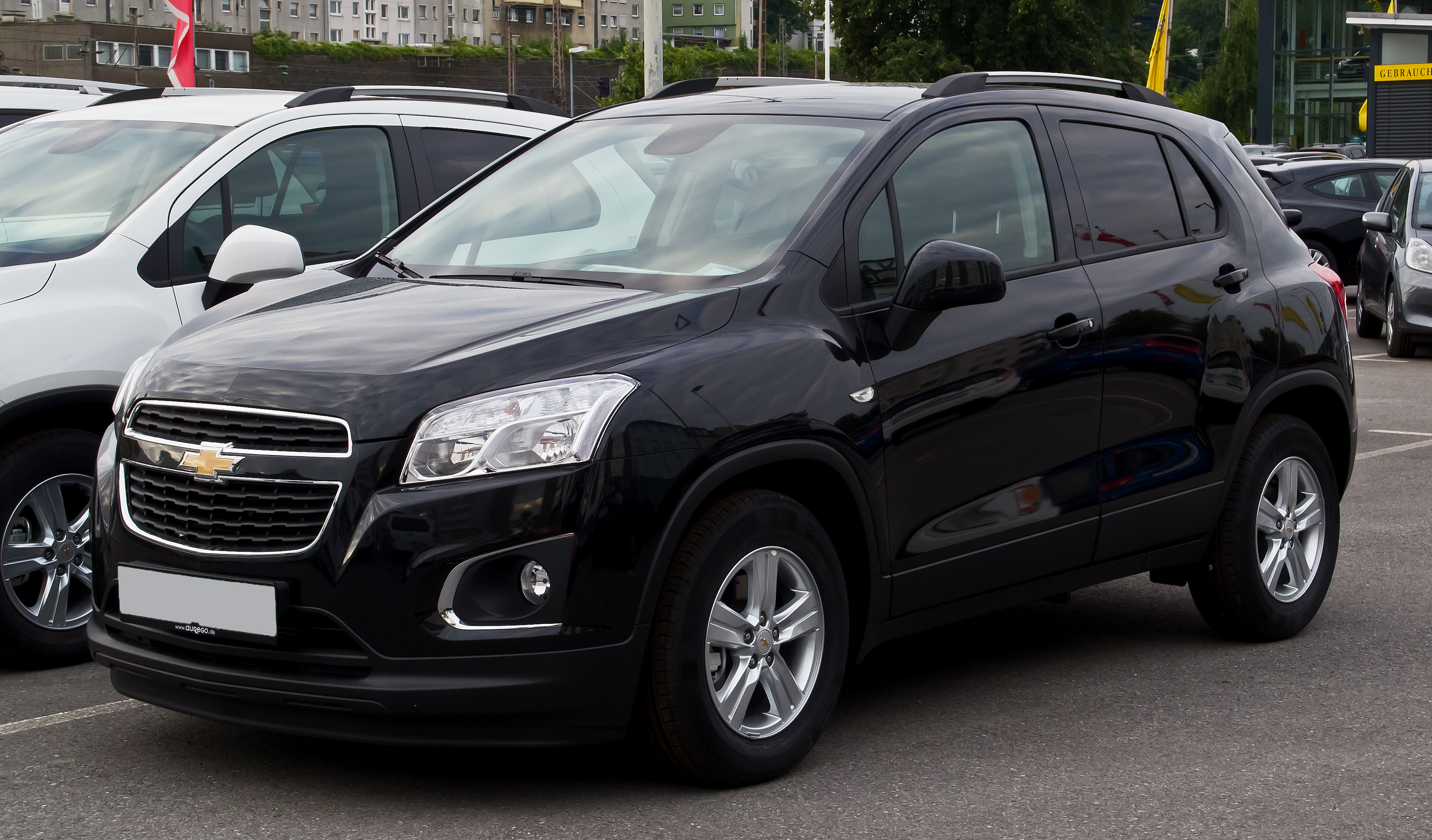
Chevrolet Trax LS+ 1.4 4WD (2013-2016)

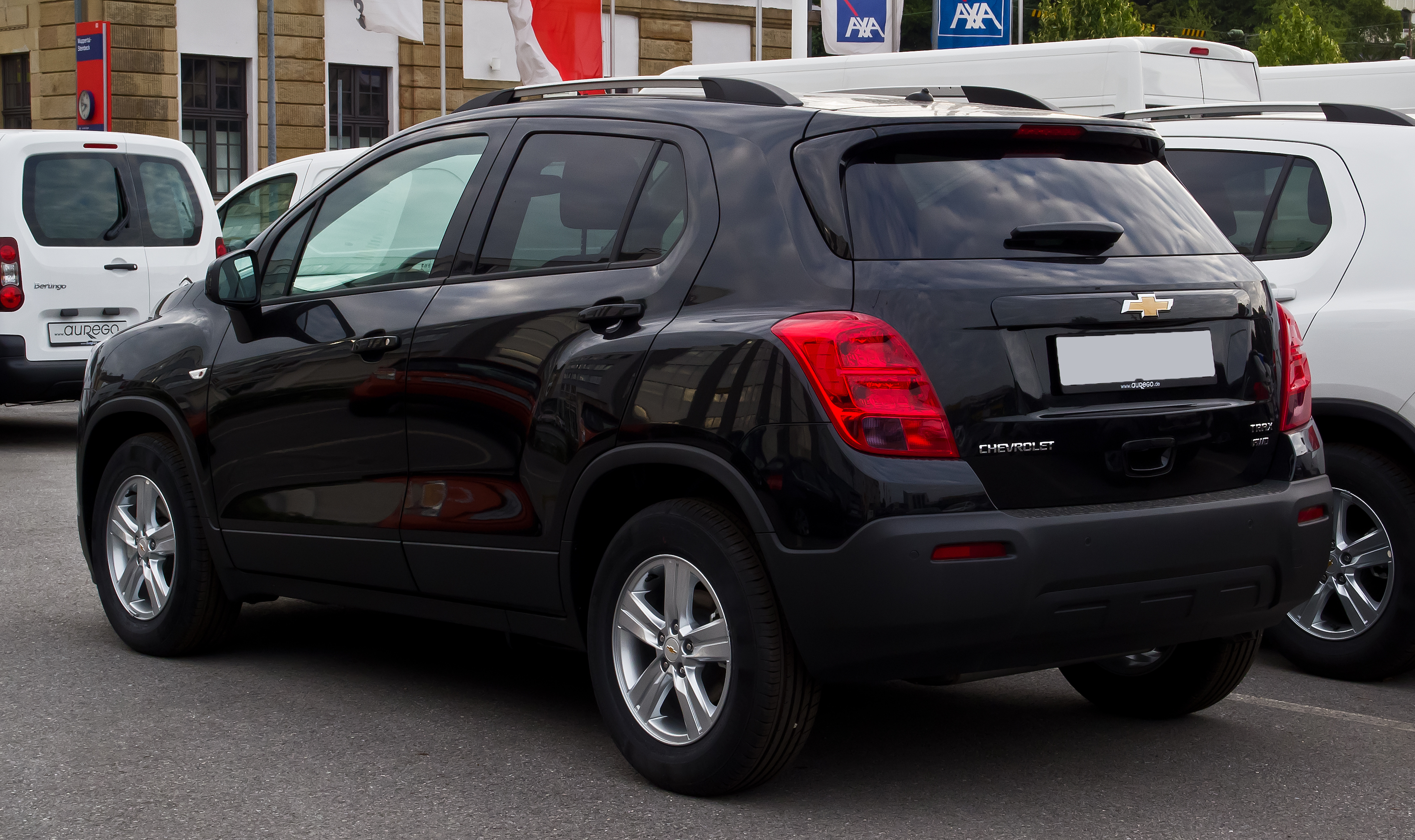
Chevrolet Trax LS+ 1.4 4WD (2013-2016)

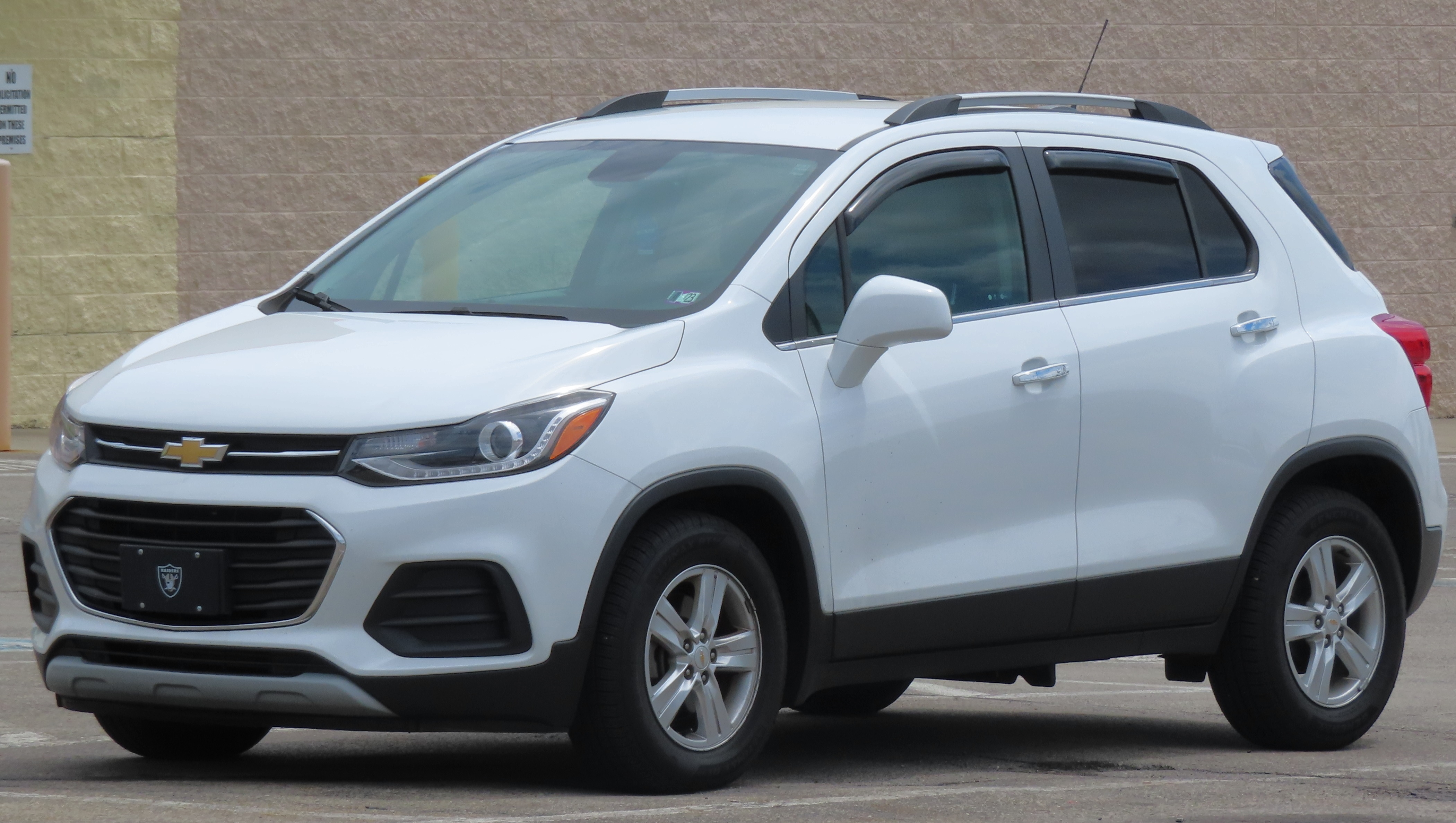
Chevrolet Trax (з 2016)

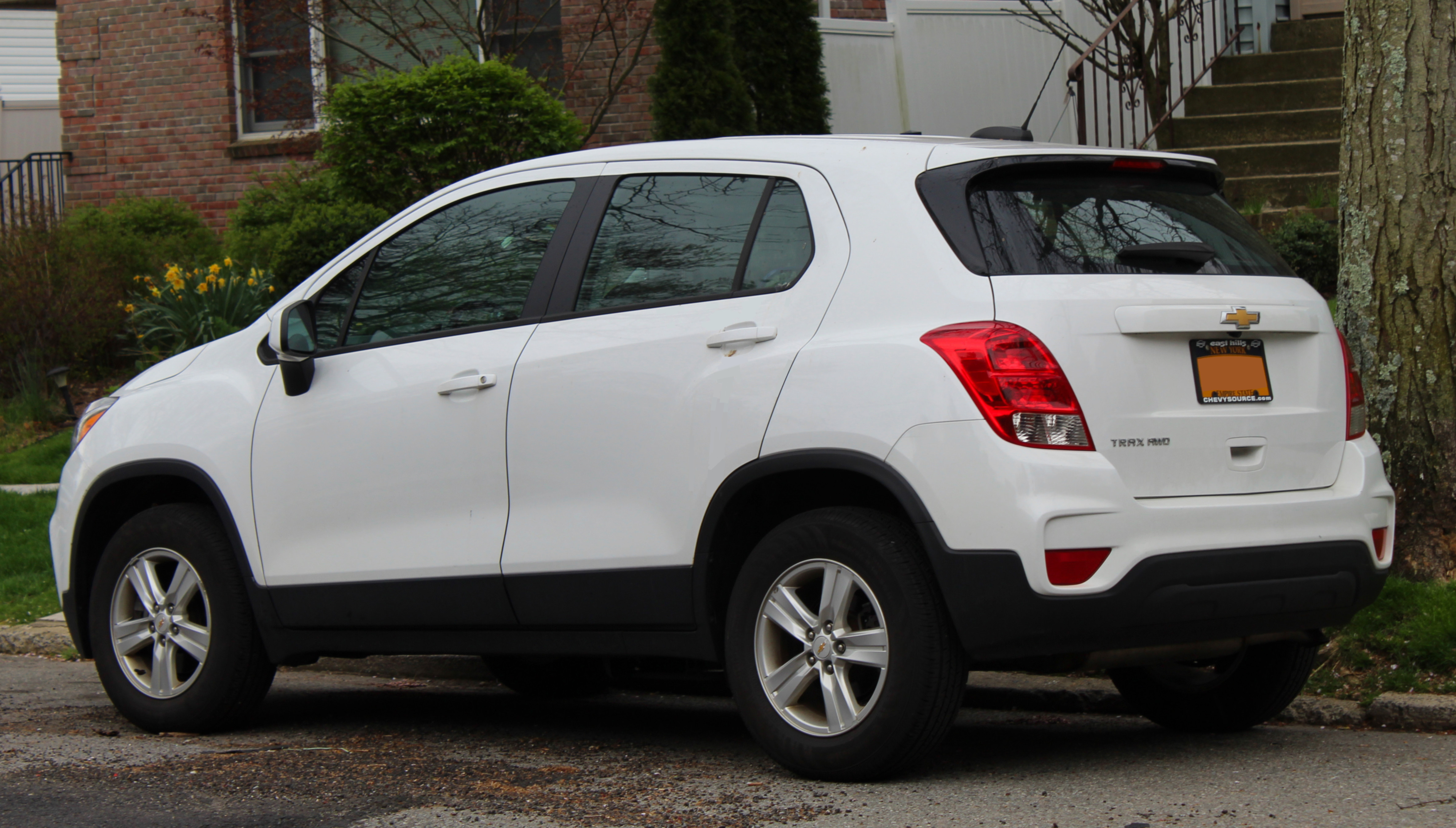
Chevrolet Trax (з 2016)

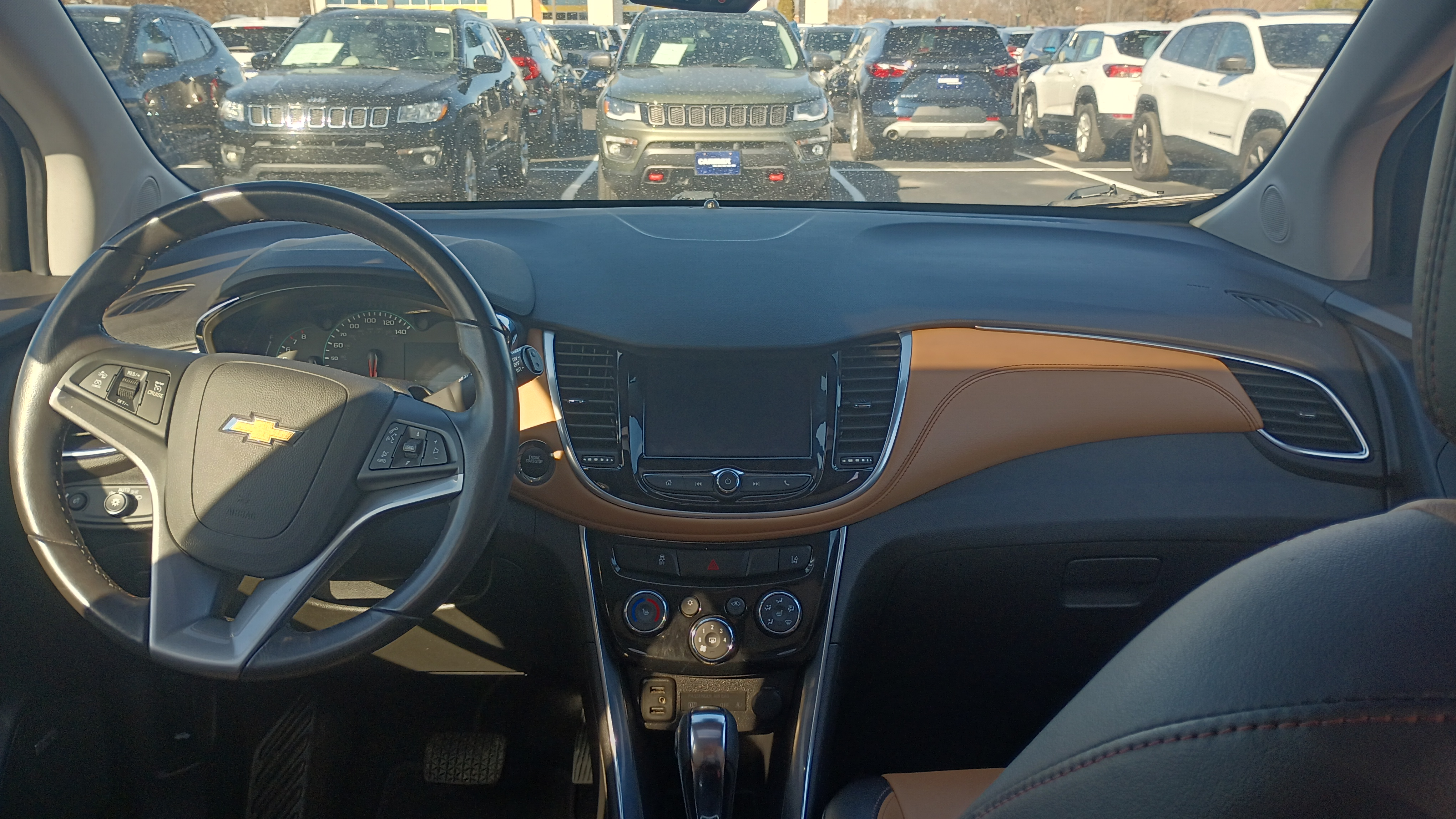

Вперше концепт-кар під назвою Chevrolet Trax представлений на автосалоні в Нью-Йорку 2007 року. Серійна модель дебютувала на Паризькому автосалоні у вересні 2012 року. Продаватися він буде більш ніж в 140 країнах під назвою Chevrolet Trax, однак в Австралії автомобіль отримає назву Holden Trax, а в Росії і Бразилії автомобіль називається Chevrolet Tracker. Першими, вже в четвертому кварталі 2012 року, його змогли придбати жителі Мексики і Канади. Навесні 2013 року Trax почав хід по іншим ринкам. Цікаво, що Шевроле не планував поставляти новинку в шоу-руми США, мовляв, там вона відбирала б частину клієнтів у дуже популярного кросовера Equinox, хоча той взагалі істотно більший. Ну і, звичайно, не варто забувати про Encore. Але згодом передумав.
У стандартній комплектації має передній привід, однак у більш багатих з'являється повний привод, що підключається. Назва походить від арабського найменування сорту кави.
Trax побудований на платформі Gamma II і доступний в трьох варіантах двигуна: 1,6-літровий бензиновий двигун потужністю 115 к.с. (84 кВт), 1,4-літровий бензиновий двигун з турбонаддувом потужністю 140 к.с. (103 кВт) і 1,7-літровий дизель потужністю 130 к.с. (95 кВт). 6-ступінчаста механічна коробка передач є стандартною, проте версія з 1,7-літровим двигуном має опциональну 6-швидкісну АКПП. Всі версії з механічною коробкою передач мають систему старт-стоп. Повнопривідні версії мають розумну систему 4x4: при звичайних умовах вони передньопривідні, проте якщо буде помічений занос або ковзання, 50% крутного моменту буде передаватися на задній міст.
В 2016 році представлено оновлений Chevrolet Trax зі зміненим зовнішнім виглядом (оптикою), оснащенням.

### Двигуни
| Модель    | Код двигуна | Об'єм см³ | Циліндри/ Клапани | Потужність кВт (к.с.) при об/хв | Крутний мемент Нм при об/хв | Роки виробництва |           |
| Бензинові | Бензинові   | Бензинові | Бензинові         | Бензинові                       | Бензинові                   | Бензинові        | Бензинові |
| --------- | ----------- | --------- | ----------------- | ------------------------------- | --------------------------- | ---------------- | --------- |
| 1.6       | A16XER      | 1598      | 4/16              | 85 (115) / 6000                 | 155 / 4000                  | з 2013           |           |
| 1.4T      | A14NET      | 1364      | 4/16              | 103 (140) / 4900-6000           | 200 / 1850-4900             | з 2013           |           |
| 1.8       | A18XER      | 1796      | 4/16              | 103 (140) / 6300                | 175 / 3800                  | з 2013           |           |
| Дизельний |             |           |                   |                                 |                             |                  |           |
| 1.7TD     | A17DTS      | 1686      | 4/16              | 96 (130) / 4000                 | 300 / 2000-2500             | 2013-2014        |           |
| 1.6DT     | B16DTH      | 1598      | 4/16              | 100 (136) / 3500-4000           | 320 / 2000                  | з 2015           |           |

## Друге покоління (з 2023)

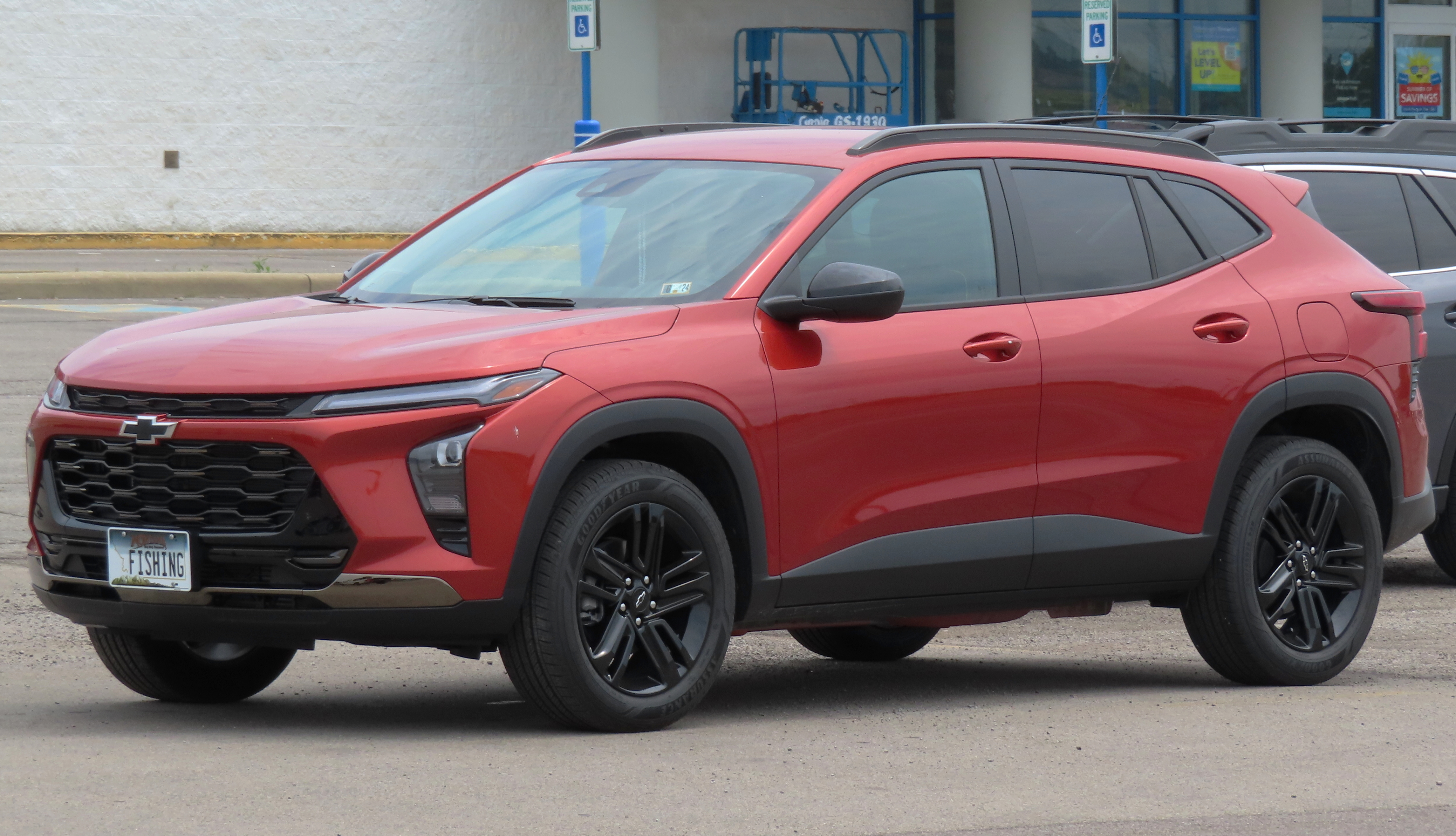
Chevrolet Trax ІІ

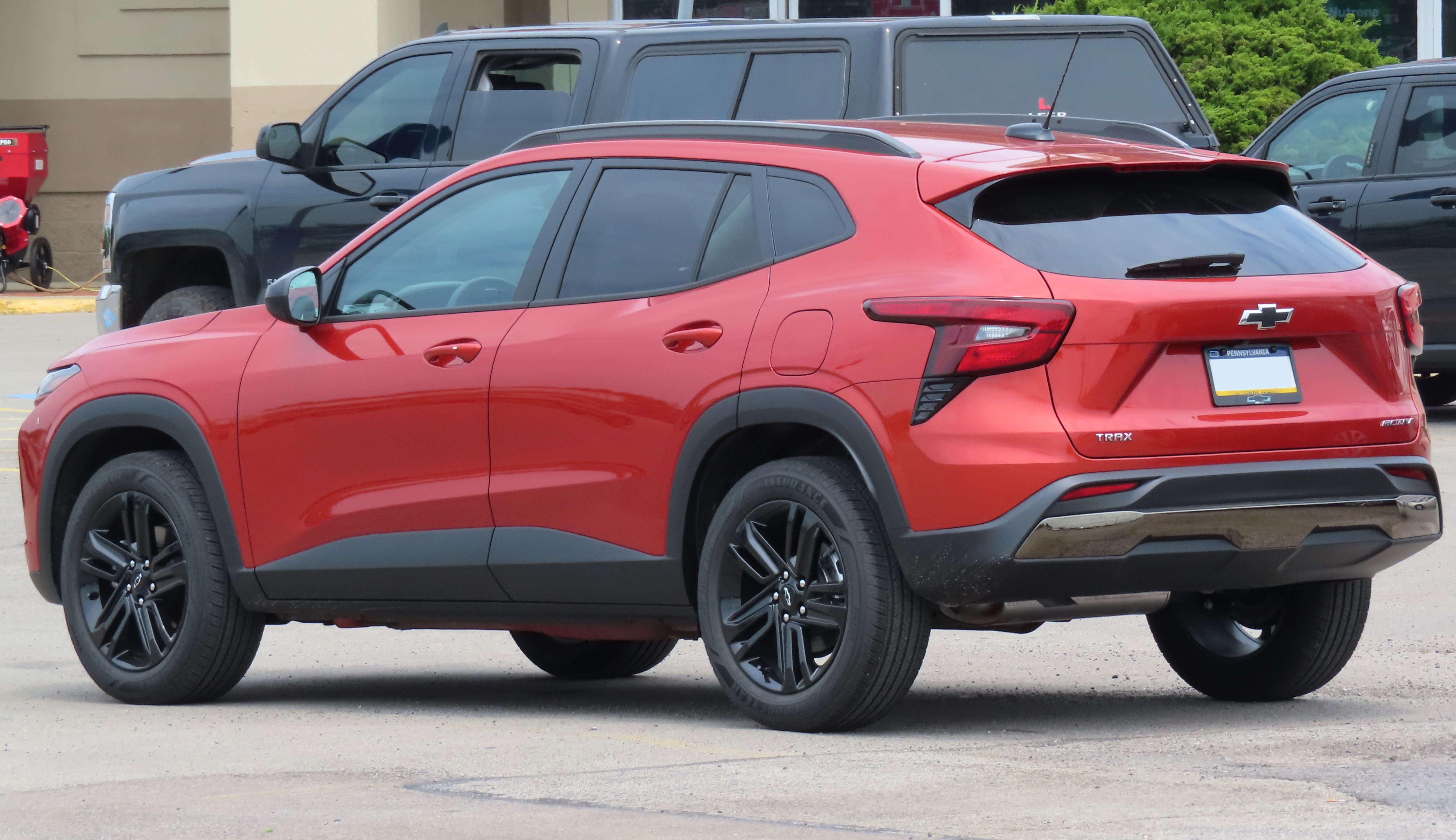
Chevrolet Trax ІІ

Trax другого покоління вперше було представлено в Китаї в липні 2022 року як Chevrolet Seeker. Північноамериканський Trax другого покоління був представлений у жовтні 2022 року як модель 2024 року, а продажі почнуться в другому кварталі 2023 року. Він більший за попередню модель. Хоча Trax більший за кросовер Trailblazer, ціна на Trax нижча за нього. Chevrolet очікує нижчу середню ціну транзакції на 5000 доларів порівняно з Trailblazer.
У Північній Америці Trax другого покоління пропонується в п’яти комплектаціях: LS, 1RS, LT, 2RS і Activ. Версії RS мають іншу решітку радіатора та оздоблення кузова. Activ отримав акценти з титаново-хромованим покриттям і штучним заднім захистом. Повний привід більше не пропонується. Усі моделі оснащені 1,2-літровим трициліндровим бензиновим двигуном із турбонаддувом, потужністю 139 к.с. і 220 Нм. Для ринку США Trax продовжать будувати в Південній Кореї.

### Двигуни
- 1.2 L LIH turbo I3 139 к.с.
- 1.5 L LYX turbo I4 184 к.с. (Китай)

## Продажі
| Рік  | США     | Китай  | Пд. Корея |
| ---- | ------- | ------ | --------- |
| 2014 | 739     | 43,682 |           |
| 2015 | 63,030  | 50,736 |           |
| 2016 | 79,016  | 37,636 |           |
| 2017 | 79,289  | 17,290 | 16,549    |
| 2018 | 89,916  | 6,346  | 12,787    |
| 2019 | 116,816 | 462    | 12,541    |